# Павкович, Небойша
Небойша Павкович (серб. Небојша Павковић, род. 10 апреля 1946, Сеньски-Рудник, Чуприя, СФРЮ) — сербский генерал и военный деятель, известный военачальник армии Югославии в период Косовской войны и бомбардировок Югославии силами НАТО. Гаагский трибунал в феврале 2009 года приговорил его к 22 годам лишения свободы за преступления против человечности.

## Биография
Небойша Павкович родился 10 апреля 1946 года в Сеньски-Руднике близ Чуприи. В 1966 году окончил педагогическую школу, в 1970 году Военную академию сухопутных войск ЮНА, в 1982 году Командно-штабную академию сухопутных войск, в 1988 году с лучшим результатом Командно-штабную школу оперативного искусства.
Первые командные должности занимал в Пехотной школе резервных офицеров в Билече, где был секретарем по вопросам развития и улучшения подготовки. В 10-й пехотной бригаде командовал батальоном, а 16-м пролетарском пехотном полку был начальником штаба, а затем и командиром самого полка. В 1988—1989 гг. был командиром 16-й моторизованной бригады, позднее перешел на службу в Министерство обороны, где занимал различные должности. Также до 1994 года был начальником кафедры оперативного искусства Школы национальной обороны. В 1994 году Павкович был переведен в Приштинский корпус, где последовательно занимал должности в штабе и в итоге возглавил сам корпус. На этом посту руководил действиями корпуса против албанских повстанцев, атаковавших мирное население и югославских силовиков. С декабря 1998 по февраль 2000 года был командиром Третьей армии сухопутных войск СРЮ.
Пять раз получал звания досрочно и пять раз подразделение, которым он командовал, признавалось лучшим в своем роде войск.
Чин генерал-майора получил в 1996 году, генерал-подполковника досрочно в 1998 году, а генерал-полковника в 1999 году.
Генерал Павкович занимается живописью с 1961 года. В 1963 году он получил первую награду за свои работы. Принял участие в более чем 30 выставках.
В 2003 году Гаагский трибунал обвинил генерала Павковича и еще нескольких представителей военного и политического руководства Союзной Республики Югославии в организации массовых депортаций и убийств косовских албанцев в 1998-1999 гг. В феврале 2009 года трибунал осудил генерала на 22 года тюремного заключения за нарушения законов и обычаев войны и преступления против человечности. 25 августа 2014 года он был отправлен отбывать наказание в одну из тюрем Финляндии.

## Награды
За время службы Небойша Павкович был награжден следующими орденами:
- Орден свободы
- Орден за храбрость
- Орден за заслуги перед народом с серебряной звездой
- Орден народной армии с серебряной звездой
- Орден сербского воина
- Орден за военные заслуги с золотыми мечами